# Panty Party
《Panty Party》是由臺灣獨立遊戲製作團隊愛莉姆遊戲（AnimuGame）製作的動作遊戲，在2017年1月24日於Steam平台上架發行。遊戲有繁體中文、英文、日文等13種語言。在遊戲中，玩家將扮演能變身成女式內褲的魔法少女與她的敵人（也是內褲）互相戰鬥。於2019年初宣佈將於春季在任天堂Switch上發售，其後確定eShop下載版於4月25日；實體版於7月上市。

## 遊戲機制
《Panty Party》主要分為三個介面：選單畫面、劇情畫面與對戰畫面。當玩家從主選單進入故事模式後，會進入一個類似戀愛冒險遊戲常見介面的劇情畫面，當劇情進展到需要發生戰鬥的階段時，會進入由3D場景建構的戰鬥畫面，此時玩家便可以透過鍵盤操縱主角，與她的敵人戰鬥。
當遊戲的主角處於戰鬥狀態時，她與她的對手都是女式內褲，即便如此，它們能移動、攻擊、防禦，而且有各自的特殊能力。遊戲共有20個關卡，隨著遊戲劇情進展，玩家可以解鎖更多種類的內褲並在戰鬥中操控它們。

## 情節
夢理花是個普通的女高中生，在上學途中與笨蛋內褲相遇，笨蛋內褲稱夢理花為「愛的戰士」，並告訴她、她有著變身成內褲的超能力。夢理花隨即遭到攻擊，在變身成內褲並擊敗了敵人後，夢理花瞭解到這是胖茲的陰謀。胖茲是得不到愛的內褲，她率領與她一樣的內褲策劃對人類進行洗腦，讓人類愛上內褲。為了對抗胖茲，夢理花與她的夥伴們和各種內褲展開戰鬥，最終摧毀了胖茲在月球上的基地並贏得勝利。

## 製作
《Panty Party》由臺灣獨立遊戲製作團隊愛莉姆遊戲製作，自該團隊的上一款作品《前進，天空塔！》推出後的一個月就開始進行，花了兩年光陰完成。最初構思的劇情較為悲觀，但考慮到遊戲的主題後，決定讓情節變得蠢一點。戰鬥介面與機制是以SD鋼彈系列和鋼彈VS系列為參考對象。儘管以內褲為主題，但遊戲並沒有露骨的色情內容。
原本名稱想採用《PAN PAN》，但因該名稱已先被其他遊戲使用，才改用《Panty Party》。遊戲推出了繁體中文、英文、西班牙文、俄文、日文、簡體中文、葡萄牙文、德文、法文、韓文、烏克蘭文、荷蘭文和土耳其文版本，其中只有日文含完整的語音。開發團隊原本並沒有配音的計畫，但在製作過程中有熟悉日文的人加入，因此得以請素人配音員配音。
《Panty Party》2019年1月宣佈將於2019年春季在Switch平台上發行，除了新增隱藏角色，還支援四人對戰功能。

## 迴響
《Panty Party》在Steam得到了「極度好評」。包括PewDiePie在內，許多知名網路遊戲實況主遊玩了此款遊戲。有不少玩家及網友給予遊戲「有病」、「變態」等評價，不過這些用語在該語境中是稱讚之意。

## 外部連結
- 任天堂Switch版遊戲官方網站 （页面存档备份，存于）(賈船發行)
- 官方网站(製作團隊)
- Panty Party在Steam上的頁面 （页面存档备份，存于）